# CBM Albatros
Pour les articles homonymes, voir Albatros.
Le CBM LMC 12/80 S, plus connus sous le nom de CBM Albatros, est un autocar grand tourisme lancé en 1981 par la compagnie CBM au Mans, en remplacement du CBM LMC 12 qu'elle produisait depuis cinq ans. Il n'a été produit qu'à 23 exemplaires et n'a pas eu de successeur direct.

## Caractéristique
- Rayon de balayage : 11,500 M
- Puissance fiscale : 39 CV
- Capacité du réservoir : 310 L

## Préservation
En 1995, sont conservés trois exemplaires de l'Albatros par le président-directeur général du groupe Verney :
- N°2850 - Le Mans TV - Avril 1981 ;
- N°2874 - Alençon TV (Rouen, Ouistreham, Caen) - Juillet 1981 ;
- N°2875 - St Brieuc TV (CAT 22) - Juillet 1981.

Ils sont accompagnés de onze autres véhicules SAMV - CBM pour ouvrir un Musée Verney, projet qui ne verra pas le jour, du moins sous Verney. En 2002, les Albatros partent pour la région parisienne afin d'y être conservés à la suite du rachat du groupe Verney.
Le 2875 est repris par un transporteur finistérien depuis la fin d'année 2016. 
Les 2850 et 2874 sont repris par le Musée des Transports Verney en 2014.